# 耶穌受難

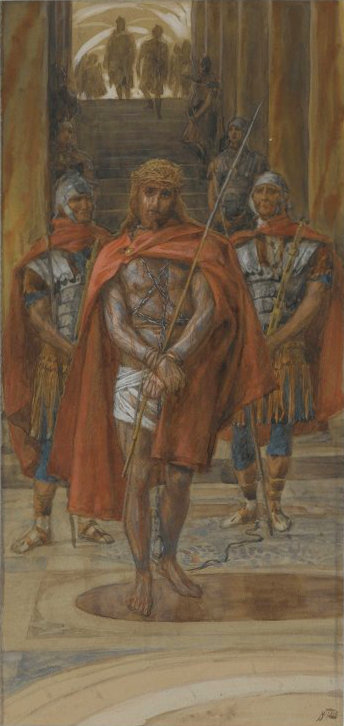
詹姆斯·蒂索《耶穌離開總督宮殿》，1886年至1894年間

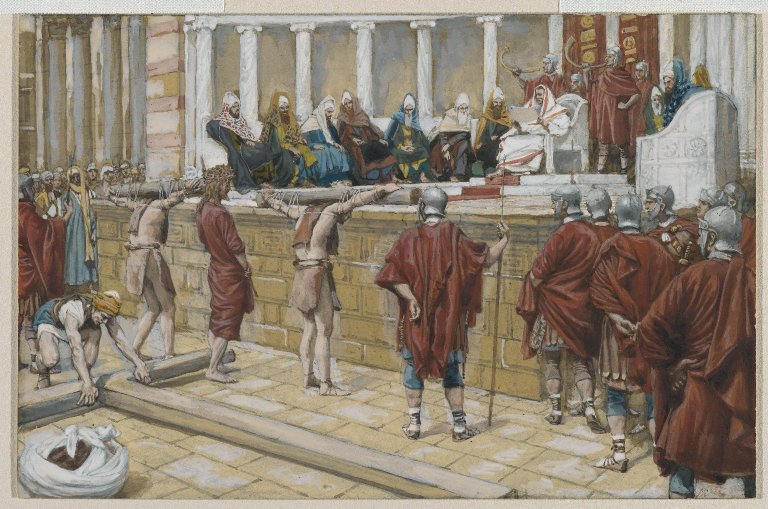
詹姆斯·蒂索《鋪華石處的審判》

在基督教神學中，受難（英語：the Passion，paschein，字面意義為「承受苦難」），特指耶稣生前的最後一段日子，他來到耶路撒冷，與十二門徒進行最后的晚餐，最終因猶大的出賣而被逮捕，走上苦路，被釘死在十字架上。
耶穌在死前所承受的各種痛苦，成為基督教神學的中心教義之一，以聖週來紀念耶穌受難。甚至伊斯兰教的《古兰经》中也提到了耶稣受难。

## 基督教观点
基督徒相信耶穌的苦難是在希伯來聖經中預言，如《詩篇》第22篇，《以赛亚书》中的第53章。根據四福音書，耶穌在與其十二使徒吃最后的晚餐後，在客西马尼园被逮捕，並分別在前任大祭司亞那、大祭司該亞法的猶太公會，羅馬總督本丟·彼拉多的總督宮殿、統治加利利和比利亞的分封王希律·安提帕斯前受審，被移送釘十字架。耶穌被羅馬士兵鞭打，嘲笑為“猶太人的王”，被迫穿著紫色的長袍（紫袍只有羅馬皇帝才能穿），與戴上荊棘編的冠冕（代表羅馬皇帝的槲葉環皇冠），被羅馬士兵毆打和吐口水，然后换回耶稣当时自己的衣服，走向被釘十字架的地方。古利奈人西門經過，被迫背着耶穌的十字架。
到了各各他，士兵向耶稣提供了混合苦膽的酒（有止痛/鎮靜作用），耶穌不肯喝。接着他與兩名被定罪的盜賊一起被釘在十字架上。耶穌被釘在中間的十字架上。根據馬可福音，耶穌在十字架上忍受了6個小時的煎熬，約由上午9時直到他下午3點左右去世。据圣经记录，總督彼拉多让士兵加在他的頭上方以拉丁文、希臘文、希伯來文三種語言的標誌祂為“拿撒勒人耶穌，猶太人的王”。士兵瓜分他的長袍，為祂無縫的內衣拈鬮。而在场众多不相信耶稣的犹太大祭司長老和文士都嘲讽他，声称耶稣若自己从十字架上下来，就相信他是从神来的，而一个强盗也是嘲讽他，但另一个强盗却承认耶稣的基督身份，耶稣当时就回答他会与自己同日便能同在乐园。士兵拿海絨蘸滿了醋（有些翻譯記載是配給羅馬士兵的酸酒），綁在牛膝草上、送到耶穌口，耶穌嘗了后说过，成了，就死了。
羅馬士兵打斷其他釘在十字架上兩名強盗的腿好讓他們早點死，也有认为是当天犹太律法不让罪犯被挂到日落，所以羅馬人打斷了他們的腿加速兩名強盗的死亡。因為耶穌已經死了，羅馬士兵並沒有打斷耶穌的腿。或是为了验证耶稣是否已死，有一個士兵拿槍扎耶穌的肋旁、隨卽有血和水流出來。（朗基努斯之槍）
四福音書記載了不同的耶穌在十字架上的遺言。在對觀福音中記載著耶穌受難伴隨著各種超自然事件，包括黑暗的大地，殿裡的幔子、從上到下裂為兩半，地震，和聖徒的復活。他的身體從十字架上被亞利馬太的約瑟移除，由尼哥底母協助，埋在一塊石頭鑿成的墳墓。據福音書，耶穌死後兩天（“第三天”）也是犹太律法的每七日的头一日復活并多次向门徒和其它捡选的人显现，又教导他们，然后在约定的山上当着门徒面升天。
基督徒傳統上認為耶穌死在十字架上，是耶穌事先已知，並願意犧牲（因為他並沒有在他的審判上抗辯）；這是“上帝的代理人”為彌補人類的罪惡進行救贖。大多數基督徒以通過聖餐禮宣揚這種犧牲，也紀念“最後的晚餐”，也有不少基督徒每年在耶稣受難日紀念耶穌受難的事件。

### 圣经中的超自然現象
在對觀福音中記載著耶穌受難伴隨著各種超自然事件，包括黑暗覆蓋大地，殿裡的幔子、從上到下裂為兩半，地震，和聖徒的復活。
根據基督教符類福音，耶穌基督被釘在十字架上的那一天，黑暗覆蓋大地數小時，後來被簡稱為“釘十字架日食”的事件。雖然中世紀作家視為一個奇蹟，各種基督教歷史學家有將黑暗覆蓋大地數小時與日食或月食是有關聯的。一些作家建議將這一黑暗覆蓋大地數小時解釋為日食或月食，由此推算耶穌被釘十字架的日期。
根據基督教符類福音，聖殿的帷幕從上到下裂開。根據弗拉維奧·約瑟夫斯，在希律的聖殿將有近60英尺（18米）高、4英寸（100毫米）厚的帷幕。根據希伯來書9章：1-10節，這帷幕是代表神與人之間的隔離，每年一次只有大祭司被允許進入獻祭，為以色列的罪贖罪。許多聖經的學者同意，裂開的帷幕象徵著耶穌建立了一個新又活的到神面前的路，參看新約。
馬太福音描述有地震，和死去的聖徒的墳墓被打開了（和隨後的復活）。這些復活的聖徒走進耶路撒冷向很多人顯現，但他們隨後的事跡從來沒有詳細闡述。
在場負責的羅馬百夫長（軍長），目睹這些事件，說：“這真是神的兒子了”，或“這人真是神的兒子”，或“這眞是個義人”。

## 旧约预言
基督教至少将旧约的三段经文解释为耶稣受难的预言。
第一个，也是最明显的一个，是在以赛亚书52章13節～53章12節（公元前8世纪或6世纪）。这预言的神谕描述了一个无罪的人，他为子民赎罪。通过自愿的受难，他将罪人从上帝的正义惩罚中解救出来。耶稣的死被认为是实现了这个预言。例如，这段话写道：“他无佳形美容，我们看见他的时候也无美貌使我们羡慕他。他被藐视、被人厌弃、多受痛苦、常经忧患。他被藐视、好像被人掩面不看的一样，我们也不尊重他。他诚然担当我们的忧患、背负我们的痛苦，我们却以为他受责罚、被　神击打苦待了。那知他为我们的过犯受害、为我们的罪孽压伤，因他受的刑罚我们得平安，因他受的鞭伤我们得医治。”（53：2-5）。
基督受难的第二个预言是耶稣自己在十字架临时引用的古代经文。在十字架上，耶稣大声呼喊：“Eli, Eli, lema sabachthani？”意为“我的神，我的神！为什么你离弃我？”耶稣这句话是引用诗篇22篇1節的文字，在这个段落中，大卫王预言了弥赛亚的受难。经文写道：“但我是虫，不是人，被众人羞辱，被百姓藐视。凡看见我的都嗤笑我；他们撇嘴摇头，说：他把自己交托耶和华，耶和华可以救他吧！耶和华既喜悦他，可以搭救他吧！但你是叫我出母腹的；我在母怀里，你就使我有倚靠的心。我自出母胎就被交在你手里；从我母亲生我，你就是我的神。求你不要远离我！因为急难临近了，没有人帮助我。有许多公牛围绕我，巴珊大力的公牛四面困住我。它们向我张口，好象抓撕吼叫的狮子。我如水被倒出来；我的骨头都脱了节；我心在我里面如蜡镕化。我的精力枯干，如同瓦片；我的舌头贴在我牙上。你将我安置在死地的尘土中。犬类围着我，恶党环绕我；他们扎了我的手，我的脚。我的骨头，我都能数过；他们瞪着眼看我。他们分我的外衣，为我的里衣拈阄。”（诗篇22：6-18 ）。但是，“他们扎了我的手，我的脚”这句话存有争议。
受难的第三个主要预言是在《所罗门智慧篇》中。基督教新教认为它是伪经，罗马天主教和东正教将其归为次经。它写于约公元前150年，许多人认为这些经文（第2章的12-20）是对耶稣受难的直接预言。经文写道：“我们要陷害义人，因为他太令我们讨厌，反对我们的作为，指责我们违犯法律，控诉我们品行不检，自夸认识天主，自称是上主的仆人，自充我们思想的裁判员，我们一见他，就感觉讨厌；因为他的生活与众不同，他的行径与人两样。他竟将我们视作杂种，远避我们的行径，像远避不洁之物；声言义人有幸福的结局，且自夸有天主为父。我们且看他的话是否属实，看他究有什么结局。因为，如果义人是天主的儿子，天主定要帮助他，拯救他脱离敌人的手。来罢！我们用耻辱和酷刑试验他，查看他是否温良，考验他是否忍耐。我们判他受可耻的死刑，看他是否蒙受眷顾，如他所说的一样。”（智慧篇2：12-20）。
除了上述的预言之外，值得提及的是，耶稣被钉十字架实现了至少有三处经文中不太详尽的弥赛亚预言。这是以下旧约经文：
“义人多有苦难，但耶和华救他脱离这一切，又保全他一身的骨头，连一根也不折断。”（诗篇34:19-20）。
“他们拿苦胆给我当食物；我渴了，他们拿醋给我喝。”（诗篇69:21）。
“我必将那施恩叫人恳求的灵，浇灌大卫家和耶路撒冷的居民；他们必仰望我，就是他们所扎的；必为我悲哀，如丧独生子，又为我愁苦，如丧长子”（撒迦利亚书12： 10）。

## 新约预言
福音书解释了这些古代预言如何在耶稣钉十字架时得到实现。
“于是兵丁来，把头一个人的腿，并与耶稣同钉第二个人的腿，都打断了。 只是来到耶稣那里，见他已经死了，就不打断他的腿。唯有一个兵拿枪扎他的肋旁，随即有血和水流出来。看见这事的那人就作见证，他的见证也是真的，并且他知道自己所说的是真的，叫你们也可以信。这些事成了，为要应验经上的话说：‘他的骨头一根也不可折断。’经上又有一句说：‘他们要仰望自己所扎的人。’”（约翰福音19：32-37）。
- 在马可福音中，耶稣三次预言了自己的受难和复活：
- 在前往该撒利亚腓立比的路上，他预言人子将在三天内被杀和复活。
- 耶稣显圣容后，再次预言人子将在三天内被杀和复活。
- 在去耶路撒冷的路上，预言人子将被交付给法利赛人和撒都该人的领袖，被定死罪，然后交给外邦人，在三天内被嘲笑、鞭打、杀害和复活。

基督徒认为，这些是真正的、实现了的预言；许多学者看到福音中（马可福音9:31）的犹太特征和传统。疑者认为，这些是事件发生后的预言。
在第三个预言之后，马可福音记载，雅各和约翰想坐在耶稣的左边和右边，但耶稣问他们，“我所喝的杯，你们能喝吗？”他们说能。耶稣肯定了这一点，但他说，他的右边和左边已经为他人预留。许多基督徒认为，这是指耶稣钉十字架时左右两个罪犯，因此这段文字与受难有关。“杯”有时解释为他死亡的象征，我们看到，耶稣在客西马尼祷告“求你叫这杯离开我！”

## 神學意義

### 大祭司
前述裂開的帷幕象徵著耶穌是更好的大祭司，用自己的血、只一次進入聖所、完成了永遠贖罪的事，建立了一個到神面前的又新又活的路。

### 羔羊
在基督教神學及古猶太教中原指耶穌基督作為理想的「為全人類贖罪」的祭品的角色，這比喻源自古猶太教在踰越節時屠宰小羊，將羊血塗在門戶邊上的獻祭儀式。相關經文：以賽亞書53章7節：「他被欺壓，在受苦的時候卻不開口；他像羊羔被牽到宰殺之地，又像羊在剪毛的人手下無聲，他也是這樣不開口。」

### 贖罪
基督教認為救贖就是從罪的束縛中解脫，從而與上帝一起獲得永生。基督徒認為他們信仰的核心，即是救恩，即由上帝賜予的救贖。
在基督信仰裡，人類由於身心軟弱而經不起惡者的試探引誘，終有犯罪墮落的一天；神预知人会如此，所以，上帝為人類安排了救贖的計畫。上帝賜予的救贖即救恩，就是讓耶穌代替全人類因著犯罪而要付上的代價，因此耶穌成為人神中間的橋、讓我們與上帝和好，這顯明了上帝是公義又施慈愛憐憫的神。在消極的方面是要救人脫離死亡、罪、律法和魔鬼的權勢，而在積極方面則要救人上天國，賜給人永生和永遠的榮耀，並使人能夠活在豐盛的生命之中。由此基督徒認為上帝的救贖包括亦卽今生與來生的救贖，也就是在現實當中拯救世人，以及將來把信徒帶入永生。
在基督信仰裡要相信耶穌才能得到救贖（見約翰福音3章16-18節），因為人靠自己不能解救自己，卻只靠著相信耶穌的受難來贖罪，从而重新认识神，信靠神才，才会灵魂得救。
在基督教神學上，把對救贖的研究稱為基督教救贖論。

## 伊斯兰教观点
伊斯兰教对“耶稣受难”的认识和基督教的說法有很大区别。《古兰经》中提到了耶稣受难，认为耶稣事实上没有受难。

## 非宗教观点

### 歷史观点
福音書上存在的耶穌受難的紀錄，非基督教文獻也有紀載。著名的是弗拉維奧·約瑟夫斯的 Antiquitates Judaicae (《猶太古史》） 的紀載希臘原文 （页面存档备份，存于）

### 现代医学观点
2006年，全科醫生約翰·斯科特生列舉了40種出版物上耶穌死亡的原因和理論，從心臟破裂到肺栓塞不等。